# Bromuro di cesio
Il bromuro di cesio è il sale di cesio dell'acido bromidrico, di formula CsBr.
A temperatura ambiente si presenta come un solido bianco inodore. La sua formula è CsBr.